# 北澤博
北澤 博（きたざわ ひろし、1923年10月10日-  2007年10月17日）は、日本の経営学者。

## 来歴
長野県上伊那郡赤穂村（現駒ヶ根市）生まれ。昭和23年（1948年）東北大学法学部卒業、三菱電機入社。昭和50年（1975年）経営情報本部情報システム部長、同52年（1977年）情報管理部長、同53年（1978年）三菱総合研究所取締役、同54年（1979年）常務取締役。同63年（1988年）長野大学教授に就任、平成7年（1995年）同学長。
専門は物流と情報システム、ビジネスネットワークシステムなど。昭和61年（1986年）通商産業大臣賞受賞。弟の北沢正啓は、名古屋大学名誉教授・中京大学元学長。

## 著書
- 「実例コンピュータによる物流管理」（佐藤繁と共著） 日刊工業新聞社 1971年
- 「物流情報システム 高度化の方向と可能性 物流実践シリーズ 理論と実務」 白桃書房 1991年
- 「EDI入門 ビジネスネットワーク・プロトコル」 ソフト・リサーチ・センター 1991年
- 「物流情報システム 高度化の方向と可能性」 白桃書房 1995年